# Маньков, Николай Алексеевич
Николай Алексеевич Маньков (1864, Екатерино-Никольская станица — ?) — военный Амурского казачества (казак Екатерино-Никольской станицы), депутат Государственной думы III созыва.

## Биография

### Деятельность в станице
Русский по национальности, православного вероисповедания. Окончил станичную школу, в 1885—1888 годах нёс службу в Амурском пешем казачьем батальоне в селе Михайлово-Семеновском. За время военной службы овладел столярным ремеслом. Через три с половиной года вернулся в станицу, где занялся сельским хозяйством и подсобными промыслами.
В 1892—1893 годах местным сходом избирался заведующим казённой соляной лавкой. В 1898—1903 годах был председателем местного Екатерино-Никольского церковно-приходского попечительства, также занимал должность председателя церковно-школьного попечительского совета.
С декабря 1905 по октябрь 1906 года занимал должность станичного атамана, за время атаманства внёс значительный вклад в развитие станицы, как-то: купил водную мельницу для станичников, учредил общественно-станичную лавку, способствующую понижению местных товарно-розничных цен. Должность оставил по семейным обстоятельствам.
Земледелец, владел домом стоимостью в 2 тысячи рублей. Был женат. Увлекался чтением, выписывал журналы и газеты из Санкт-Петербурга и Хабаровска.

### Политическая карьера

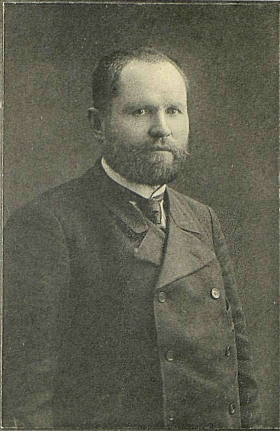
Н. А. Маньков

Некоторое время Маньков состоял десятидворным (представителем от 10 дворов) по выбору уполномоченным для участия в станичном сходе. В марте 1907 года он был избран в Третью Государственную думу от войскового населения Амурского и Уссурийского казачьих войск. Изначально считавшийся беспартийным, с первой сессии он состоял во фракции «Союз 17 октября», но со второй сессии перешёл в Конституционно-демократическую фракцию.
Входил в комиссию по рыболовству, в которой занимал должность секретаря с первой сессии, и комиссию по переселенческим делам. За время своей работы он подписал несколько законопроектов, касавшихся развития Сибири и всего русского казачества: «О распространении Земского положения на Область войска Донского», «О введении земства в Сибири», «Об изменении порядка наряда казаков на действительную службу» и «О порто-франко в устьях Оби и Енисея».
Также им были подписаны другие законопроекты: «О наделении безземельных и малоземельных крестьян землей», «Правила для приема в высшие учебные заведения», «О введении в Архангельской губернии местного самоуправления», «Об изменении городского избирательного закона» и «Об отмене смертной казни».
Дальнейшая судьба неизвестна.